# Götlunda
Götlunda – miejscowość (tätort) w środkowej Szwecji, w regionie administracyjnym (län) Västmanland (gmina Arboga).
Miejscowość jest położona w prowincji historycznej (landskap) Närke, ok. 12 km na południowy zachód od Arbogi w kierunku Örebro.
W Götlunda znajduje się barokowy kościół z połowy XVIII w., zbudowany na miejscu kościoła średniowiecznego.
W 2010 roku Götlunda liczyła 270 mieszkańców.